# لیو یجو
لیو یجو (انگلیسی: Liu Yaju؛ زادهٔ ۲۵ آوریل ۱۹۷۲) بازیکن سافت‌بال اهل چین بود.